# Max O. Lorenz

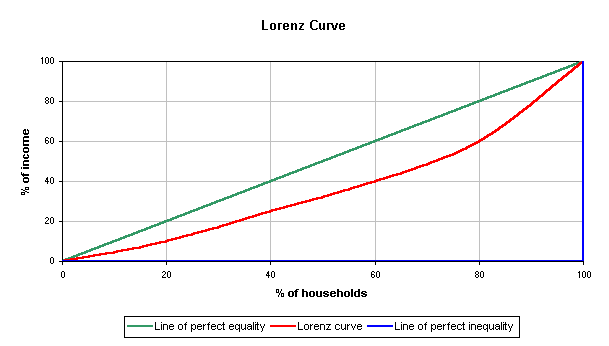
LA curva di Lorenz (in rosso)

Otto Max Lorenz (Burlington, 19 settembre 1876 – Sunnyvale, 1º luglio 1959) è stato un economista statunitense, noto per aver messo a punto uno studio che descrive le disparità di reddito da cui prende il nome la "curva di Lorenz".

## Biografia
Ebbe antenati tedeschi, il padre era di Essen, nato nel 1841.
Fu sposato con Nellie e padre di tre figli: Fred, Roger e Julian Lorenz.
Lorenz pubblicò la sua teoria più nota nel 1905 mentre era uno studente di dottorato presso l'Università di Wisconsin-Madison. La sua tesi di dottorato riguardò invece La teoria economica dei prezzi delle ferrovie ("The Economic Theory of Railroad Rates") e non vi erano riferimenti allo studio per cui acquisì notorietà.
Impegnato nella didattica e nella ricerca, fu impiegato in diversi momenti dagli enti statunitensi "US Census Bureau", "US Bureau of Railway Economics", da "U.S. Bureau of Statistics" e da "U.S. Interstate Commerce Commission".
L'espressione "curva di Lorenz" fu introdotta solo nel 1912 grazie al libro chiamato The Elements of Statistical Method.
In economia, la curva di Lorenz è una rappresentazione grafica della funzione di distribuzione cumulativa di una distribuzione di probabilità, è un grafico che indica la percentuale di distribuzione in base ai valori in percentuale di y. È spesso utilizzato per rappresentare la distribuzione del reddito. La percentuale delle famiglie è tracciato su l'asse x, la percentuale di reddito sull'asse y. Può anche essere usato per mostrare la distribuzione dei beni. In tali condizioni, molti economisti ritengono che si tratti di una misura di disuguaglianza sociale.

## Opere
- Lorenz, M. O. (1905). Methods of measuring the concentration of wealth Publications of the American Statistical Association. Vol. 9 (New Series, No. 70) 209-219.